# Кесер, Гёкхан
Гёкхан Кесер (тур. Gökhan Keser; 9 сентября 1987, Измир) — турецкий поп-певец, модель, актёр.

## Карьера модели
Гёкхан Кесер начал свою модельную карьеру в 2002 году. После победы в конкурсе 'Miss. & Mr. Model' он подписал контракт с одним из самых знаменитых модельных агентств Турции — Uğurkan Erez Model Agency. Он принял участие во многих модных показах в Турции и за рубежом. В 2005 году Кесер принял участие в конкурсе «Лучшая модель Турции» и занял второе место. Это дало ему возможность принять участие в интернациональном мужском конкурсе красоты Manhunt International в 2006 году в Китае. Там он занял 3 место и получил титул «Мистер Фотогеничный».

## Карьера актёра
Гёхан Кесер брал уроки актёрского мастерства у Айлы Алган в театральной школе Ekol Drama. В 2006 году он начал сниматься на турецком телеканале ATV в сериале «Selena», который длился 3 сезона. Также Кесер сыграл главную мужскую роль в кинофильме «Kayıp Çocuklar Cenneti». Также фигурировал в музыкальных клипах турецкой певицы Sıla.